# Polystichum manickamianum
Polystichum manickamianum är en träjonväxtart som beskrevs av Benniamin, Fraser-jenk. och Irudayaraj. Polystichum manickamianum ingår i släktet Polystichum och familjen Dryopteridaceae. Inga underarter finns listade.